# Andrej Ivanovič Gudovič
Andrej Ivanovič Gudovič (rusko Андре́й Ива́нович Гудо́вич), ruski general, * 1782, † 1867.
Bil je eden izmed pomembnejših generalov, ki so se borili med Napoleonovo invazijo na Rusijo; posledično je bil njegov portret dodan v Vojaško galerijo Zimskega dvorca.

## Življenje
Leta 1797 je postal poročnik in 5. oktobra 1801 polkovnik. 20. novembra 1803 je vstopil v Ulanski polk carjeviča Konstantina Pavloviča, s katerim se je udeležil bitke narodov. V letih 1808-09 se je boril na Finskem proti Švedom in 8. aprila 1809 je postal poveljnik kirasirskega polka. 
16. decembra 1812 je bil povišan v generalmajorja in 29. avgusta 1814 je postal poveljnik 1. brigade 3. kirasirske divizije. 2. aprila 1816 je odpuščen zaradi vojnih ran.
V letih 1832-41 je bil vodja moskovskega plemstva in 20. oktobra 1844 je bil sprejet v dvorno službo kot tajni svetovalec. 